# Davis Island (Antarktika)
Davis Island (englisch; französisch Île Davis) ist eine rund 3 km lange Insel des Palmer-Archipels westlich der Antarktischen Halbinsel. Sie liegt zwischen der Brabant-Insel und Liège Island. 
Die Insel wurde grob kartiert und fotografiert von Teilnehmern der Belgica-Expedition (1897–1897) unter der Leitung des belgischen Polarforschers Adrien de Gerlache. Benannt hat sie dagegen der französische Polarforscher Jean-Baptiste Charcot während seiner von 1903 bis 1905 dauernden Antarktisexpedition zu Ehren von Walter Gould Davis (1851–1919), dem damaligen Direktor des Amts für Meteorologie in Argentinien. Das UK Antarctic Place-Names Committee übertrug diese Benennung 1960 ins Englische.